# CryEngine V
CryEngine V — игровой движок пятого поколения, разрабатываемый компанией Crytek. Официально анонсирован 22 марта 2016 года. Основные нововведения — DirectX 12, Vulkan API (добавлено в версии 5.4), поддержка виртуальной реальности и поддержка написания скриптов на C#.

## Модель распространения
Движок и SDK распространяются бесплатно. Присутствует возможность внести деньги в поддержку независимых разработчиков.
С запуском CryEngine 5.5 Crytek сообщил о смене модели распространения движка. В соответствии с новой моделью, разработчики должны выплачивать 5 % от прибыли при доходах, полученных при работе с последней версией движка, превышающих 5 тыс. долларов. Разработчики, использующие старые версии движка, могут подать заявку на освобождение от выплат, если в их планы не входит обновление до версий 5.5 и выше.

## Список игр на движке CryEngine V
| Название                  | Год          | Платформы                                                        | Разработчик                | Издатель                       |
| ------------------------- | ------------ | ---------------------------------------------------------------- | -------------------------- | ------------------------------ |
| Robinson: The Journey     | 2016         | Windows, PlayStation 4                                           | Crytek                     | Sony Interactive Entertainment |
| The Climb                 | 2016         | Windows                                                          | Crytek                     | Crytek                         |
| Aporia: Beyond the Valley | 2017         | Windows                                                          | Investigate North          | Green Man Gaming               |
| Deceit                    | 2017         | Windows                                                          | Automaton                  | Automaton                      |
| SNOW                      | 2017         | Windows, PlayStation 4, macOS, Linux                             | Poppermost Productions     | Crytek                         |
| Collision Course          | 2018         | Windows                                                          | Crynosaurs                 | Crynosaurs                     |
| Core Elements: The Game   | 2018         | Windows                                                          | Digital Days Entertainment | Digital Days Entertainment     |
| Hunt: Showdown            | 2019         | Windows, PlayStation 4, Xbox One, PlayStation 5, Xbox Series X/S | Crytek                     | Crytek                         |
| Project Unknown           | в разработке | Windows                                                          | Shadow Game Studio         | Shadow Game Studio             |
| War of Rights             | в разработке | Windows                                                          | Campfire Games             | Campfire Games                 |

## Примечание
1. ↑  CRYENGINE V Reveal | CRYENGINE Technology. Дата обращения: 7 мая 2017. Архивировано 14 апреля 2017 года.
2. ↑  CRYENGINE 5.4.0 - CRYENGINE Home - Documentation. docs.cryengine.com. Дата обращения: 27 января 2018. Архивировано 28 января 2018 года.
3. ↑  CRYENGINE 5.0.0 - CRYENGINE Home - Documentation. docs.cryengine.com. Дата обращения: 27 января 2018. Архивировано 28 января 2018 года.
4. ↑  Crytek releases CryEngine V for free. Дата обращения: 7 мая 2017. Архивировано 16 мая 2017 года.
5. ↑  CRYENGINE Business Model Changes Explained (англ.). //www.cryengine.com. Дата обращения: 11 июня 2018. Архивировано 12 июня 2018 года.